# جيش الجريمة
جيش الجريمة هو فيلم من نوع دراما وحربي أُصدر في 2009. الفيلم من إنتاج Agat Films & Cie – Ex Nihilo ‏، ومن توزيع ستوديو كنال، وهو من إخراج روبير غيديغيان، أما السيناريو فكان من كتابة روبير غيديغيان وجيل توران ‏ وسيرج لي بيرون ‏.

## القصة
تقع أحداث الفيلم في باريس. وقصة الفيلم الرئيسية حول الحرب العالمية الثانية.

## طاقم التمثيل
- سيمون ابكاريان
- جريجوار ليبرنس-رينجويت
- نيكولا روبن  [لغات أخرى]‏
- Xavier Hosten  [لغات أخرى]‏
- فيليب لي مرسييه  [لغات أخرى]‏
- لوكا بلفو
- فيرجين ليدويين
- سيرج افديكيان
- اريان اسكارديا
- Adrien Jolivet  [لغات أخرى]‏
- Alain Lenglet  [لغات أخرى]‏
- بوريس بيرغمان  [لغات أخرى]‏
- استيبان كارفاخال اليجريا  [لغات أخرى]‏
- جيرار مويلا  [لغات أخرى]‏
- Jean-Claude Bourbault [الإنجليزية]‏
- ارميا نوسباوم  [لغات أخرى]‏
- Julien Bouanich  [لغات أخرى]‏
- باسكال سيرفو
- باتريك بونيل  [لغات أخرى]‏
- بيار نيني
- روبنسون ستيفينين
- Vincent Crouzet  [لغات أخرى]‏
- Yann Loubatière ‏
- يان تريجويه
- Horațiu Mălăele [الإنجليزية]‏
- Lola Naymark [الإنجليزية]‏
- Ivan Franěk [الإنجليزية]‏
- جان بيير داروسان
- ألكساندرو بوتوسيان

## الإنتاج
موسيقى الفيلم التصويرية كانت من تأليف ألكسندر ديسبلا.

## وصلات خارجية
- جيش الجريمة على موقع IMDb (الإنجليزية)
- جيش الجريمة على موقع ميتاكريتيك (الإنجليزية)
- جيش الجريمة على موقع روتن توميتوز (الإنجليزية)
- جيش الجريمة على موقع نتفليكس (الإنجليزية)
- جيش الجريمة على موقع ألو سيني (الفرنسية)
- جيش الجريمة على موقع Turner Classic Movies (الإنجليزية)
- جيش الجريمة على موقع أول موفي (الإنجليزية)
- جيش الجريمة على موقع فيلمافينيتي (الإسبانية)
- جيش الجريمة على موقع قاعدة بيانات الفيلم (الإنجليزية)
- جيش الجريمة على موقع ليتربوكسد (الإنجليزية)